# Chirocephalus tereki
Chirocephalus tereki är en kräftdjursart som beskrevs av Brtek 1984. Chirocephalus tereki ingår i släktet Chirocephalus och familjen Chirocephalidae. Inga underarter finns listade i Catalogue of Life.